# 1964年臺灣
|        | 臺灣歷史 \| 台灣歷史年表 |
| 世纪： | 19世纪臺灣 \| 20世纪臺灣 \| 21世纪臺灣 |
| 年代： | 1930年代臺灣 \| 1940年代臺灣 \| 1950年代臺灣 \| 1960年代臺灣 \| 1970年代臺灣 \| 1980年代臺灣 \| 1990年代臺灣                                           |
| 年份： | 1959年臺灣 \| 1960年臺灣 \| 1961年臺灣 \| 1962年臺灣 \| 1963年臺灣 \| 1964年臺灣 \| 1965年臺灣 \| 1966年臺灣 \| 1967年臺灣 \| 1968年臺灣 \| 1969年臺灣 |
| 纪年： | 甲辰年（龙年）、中華民國53年 |

## 政府

### 國家正副元首

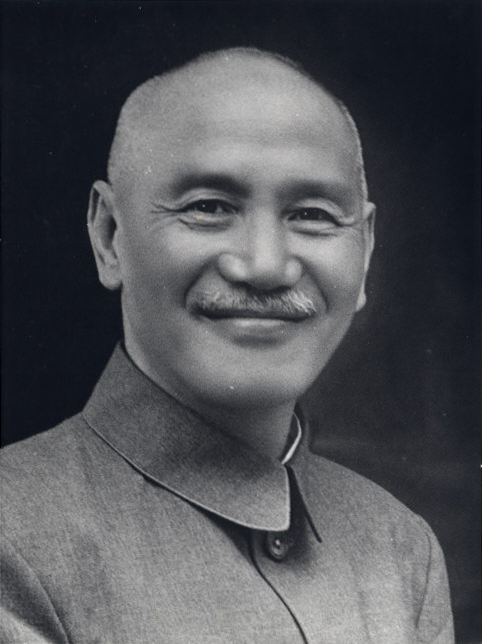
總統：蔣中正
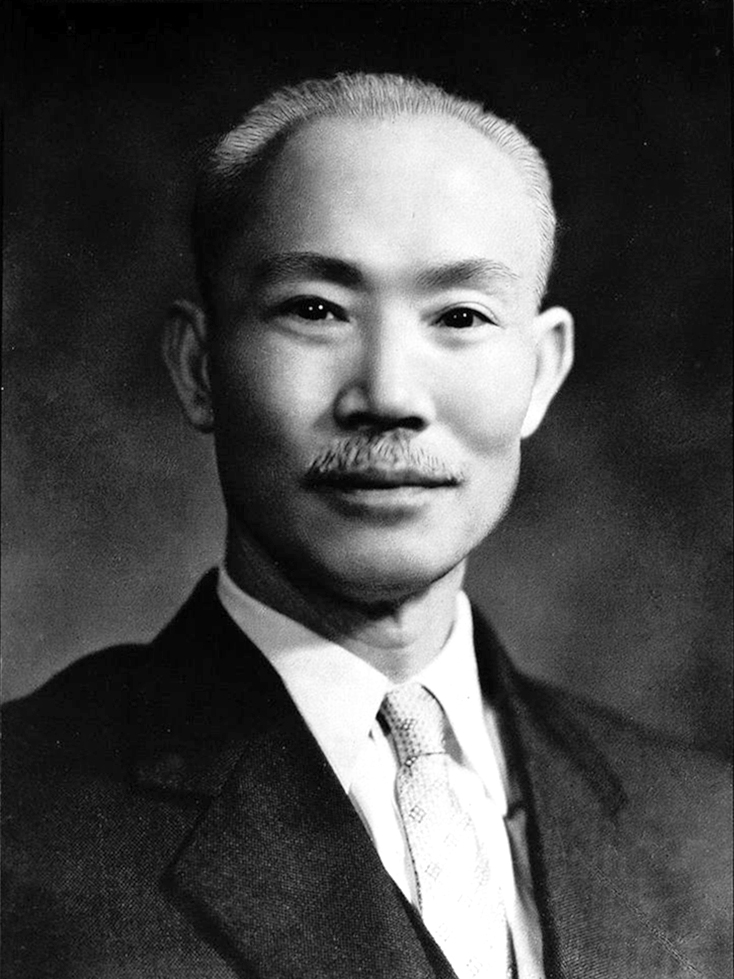
副總統：陳誠

### 五院首長

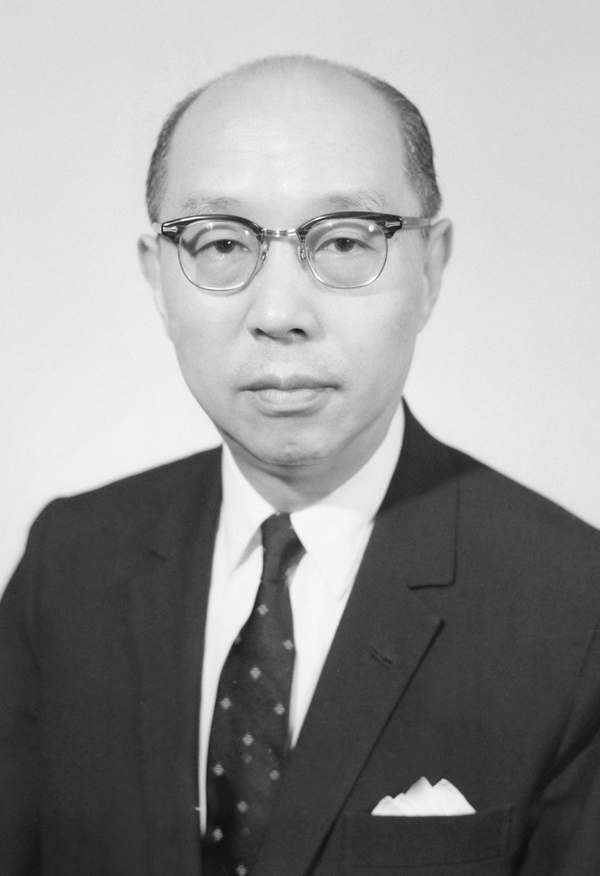
行政院院長：嚴家淦
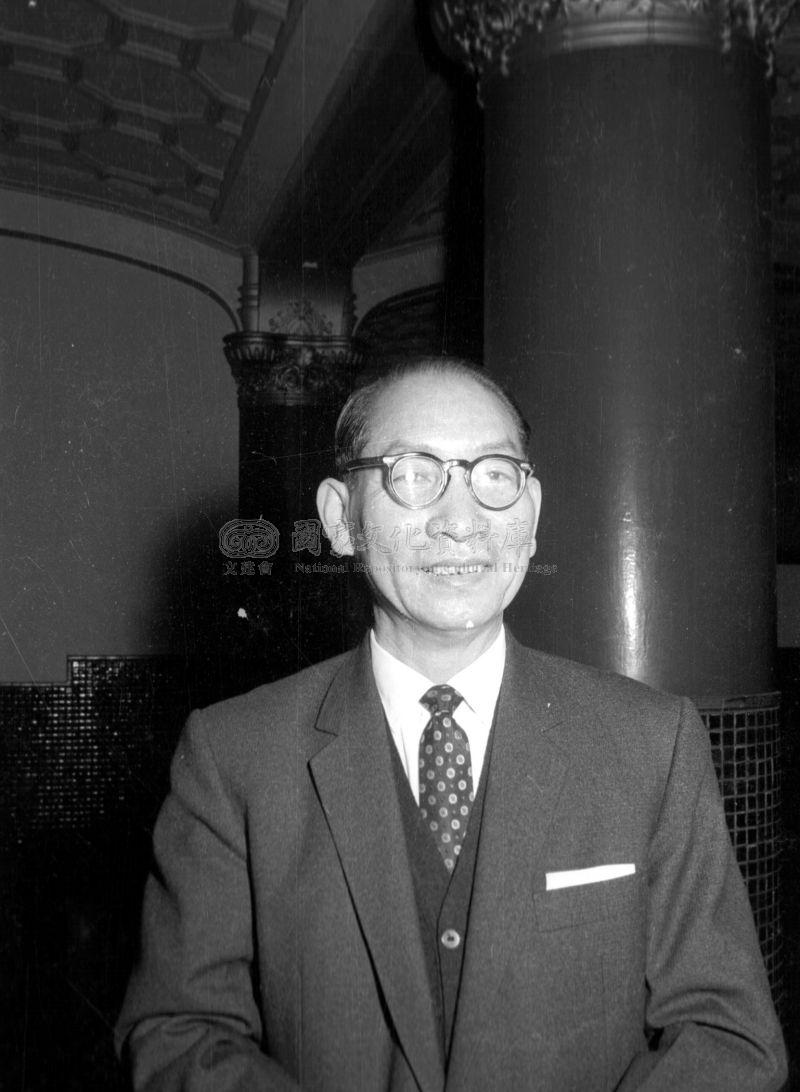
立法院院長：黃國書
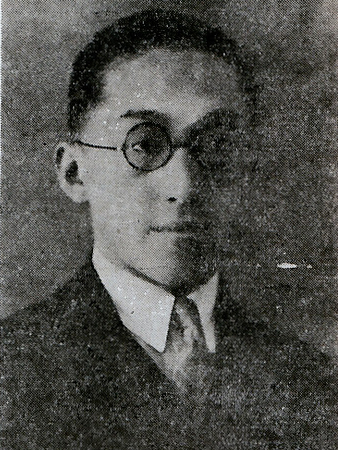
司法院院長：謝冠生
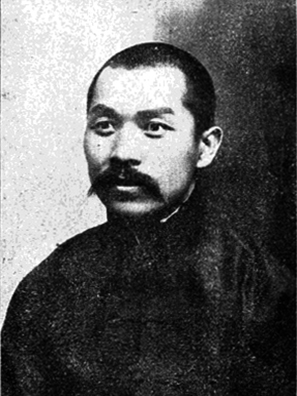
考試院院長：莫德惠
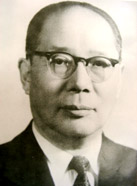
監察院院長：李嗣璁（代理）

### 省政府主席

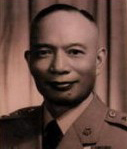
臺灣省政府主席：黃杰
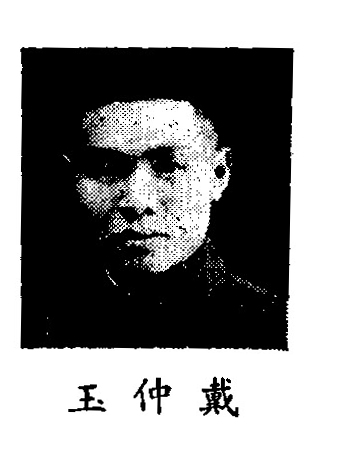
福建省政府主席：戴仲玉

### 成員變動

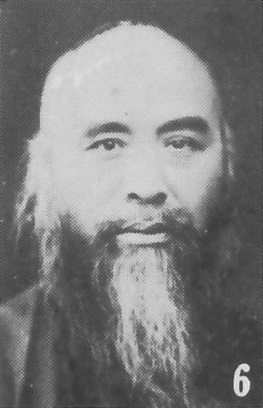
監察院院長：于右任（逝世）

## 大事记

### 1月
- 立法院通過「都市平均地權條例」[1]:106。
- 1月1日——台灣屢提抗議無效，日本政府決定於本日將投奔台灣之中共「油壓機械考察團」團員周鴻慶遣返中國大陸；台灣於是明令批准張厲生大使辭職，並將公使張伯謹、參事劉邦彥、崔萬秋，及秘書林新民等調部，館務由秘書吳玉良代理[2]。
- 1月3日——韓國總統特使金顯哲訪臺4天[3]:698。
- 1月18日——白河地震。
- 1月21日——裝甲兵副司令官趙志華於例行裝備檢查時，號召部隊到總統府，被稱「湖口兵變」[3]:698。
- 1月27日——外交部抗議法國與中共政權建交，並聲明反對「兩個中國」（1月25日，法國總統戴高樂派前駐華大使貝志高向總統蔣中正解釋；2月7日，外交部重申反對「兩個中國」，指戴高樂中立政策係分期投降；2月10日，宣布與法國斷交。）[3]:698。
- 1月28日——國際奧林匹克委員會拒絕中華民國奧運代表隊在所有場合使用「中華民國」名稱[3]:698。

### 2月
- 2月5日——美國主管遠東經濟事務副助理國務卿巴納德（Robert Barnett）訪臺[3]:698。
- 2月13日——臺、美聯盟兩棲作戰「枕戈」演習在西太平洋舉行[3]:698。
- 2月17日——陸軍成立「射線中心」，以適應未來核子戰爭[3]:698。
- 2月23日——前日本首相吉田茂訪華，謀求打開中、日外交僵局（2月27日，離臺，與總統蔣中正五度會談，為中日邦交好轉奠定基礎；3月4日，總統府秘書長張群將會談記錄和總結之「中共對策要綱案」函寄吉田茂；4月4日，吉田茂函覆張群，表示對要綱毫無異議。）[3]:698-699。吉田茂晉見蔣，長談並面呈池田勇人首相親筆函[2]。蔣與之多次會談，檢討亞洲反共局勢，認為欲謀求東亞和平與安定，必須增加瞭解真誠合作[1]:106。蔣以吉田茂為日本元老，乃促其負責共同挽救此一危機[1]:106。張群將「中共對策要綱案」寄給吉田茂，要綱包括下列五點：一、欲使大陸六億民眾與自由國家和平共存，並與自由國家擴大貿易，對世界和平與繁榮有所貢獻，必須解放現在共產主義控制下之中國大陸民眾，使其參加自由國家陣營是為至要；二、基於上述之目的，日本、中華民國應具體提攜合作，實現兩國之和平與繁榮，向中國大陸之民罕顯示自由主義制度之楷模，藉使大陸民眾離棄共產主義政權，誘導中國民眾將共產主義自大陸驅逐；三、中華民國政府根據中國大陸內部之情勢及其他世界局勢之變化，以客觀的判斷，認為七分政治、三分軍事之大陸反攻政策確能成功時，日本不反對反攻大陸，並予以精神上、道義上之支持；四、日本反對所謂兩個中國之構想；五、日本與中國大陸之貿易，以民間貿易為限，日本政府之政策，應慎重避免給予對中國大陸經濟援助之支持[2]。
- 2月26日——美國將F-104G星式戰鬥機一批移交中華民國空軍使用[3]:699。

### 3月
- 蔣中正接見日本記者訪問團，期望日本國民勿受中國大陸迫誘，而危害臺日傳統友誼[1]:106。
- 3月3日——日本發布蔣中正致池田勇人信函，稱：中、日關係應在彼此尊敬、信任、友善基礎上發展[3]:699。
- 3月5日——反共救國軍游擊隊突襲福建連江，摧毀中共重要軍事設施，擄獲軍械與秘密文件[3]:699。
- 3月6日——外交部就日本首相池田勇人提及臺灣法律地位一事發表聲明稱：臺灣為中華民國領土，其地位並無任何法律問題[3]:699。
- 3月12日——韓國總統特使金鍾泌訪臺4天[3]:699。
- 3月13日——特任政務委員蔣經國兼國防部副部長；行政院長嚴家淦在立法院表示，政府以獎勵儲蓄與投資，及爭取美援以外之資源，因應美援減少趨勢[3]:699。
- 3月15日——中日合作策進會日方委員因日本政府對中、日問題態度不明朗，延遲至本日抵臺，舉行座談會（3月16日，舉行非正式會議，盼恢復中、日正常關係；3月19日，日方委員澤田廉三等離臺返日。）[3]:699。
- 3月23日——特任梁序昭為駐韓國大使[3]:699。
- 3月24日——耿特納（William E. Gentner）接任美軍協防臺灣司令[3]:699。
- 3月25日——行政院新聞局公布「國語影片獎勵標準」[3]:699。
- 3月31日——特任杭立武為駐菲律賓大使，劉馭萬為駐泰國大使[3]:699。

### 4月
- 美國麥克阿瑟逝世；麥克阿瑟公路通車[1]:107。
- 4月4日——吉田茂覆函張群，該覆函係由日本外務省起草，經池田首相核定後才由吉田具名，等於政府間之公文；此函即臺日關係史上所謂的「吉田書簡」[2]。
- 4月7日——前美國副總統尼克森訪臺3天[3]:700。
- 4月14日——臺、美科學合作會議在中央研究院揭幕（4月20日，行政院決議成立中美科學合作委員會；5月4日，委員會成立，王世杰任主任委員。）[3]:700。
- 4月16日——美國國務卿魯斯克訪臺（4月17日，三度與蔣中正會談。1966年7月3日，再度訪臺，與蔣兩度會談；7月4日，向蔣保證對臺政策不受姑息主義影響；12月7日，三度訪臺；12月9日，離臺。）[3]:700。
- 4月17日——外匯貿易審議委員會主任委員徐柏園率經濟訪問團啟程訪問美洲各國（7月10日，返臺。）[3]:700。
- 4月18日——任命潘振球為臺灣省政府教育廳長[3]:700。
- 4月23日——臺、美雙方簽訂「中美教育文化交換協定」[3]:700。
- 4月25日——任命顧毓瑞為駐厄瓜多爾共和國大使[3]:700。
- 4月26日——臺灣省21縣市選出第五屆縣市長（中國國民黨17席，臺北市由無黨派高玉樹當選。）[3]:700。

### 5月
- 黃樹滋成立「台灣青年文化協會」，主要業務為出版童書、哲學、美術、台灣歷史、台灣文化等叢書，旗下知名作家有林熊祥、林衡道、施翠峰、黃得時、曾霄容、劉興欽、鄭明進、童叟、孔祥文等。[4]
- 美國國務院宣布對華經援將於1965年中期停止，軍援及農產品法仍將繼續[1]:107。
- 5月7日——前日本首相吉田茂致函張群，保證日本在短期內不用輸出入銀行貸金向中共輸出整廠之設備[3]:701。
- 5月8日——教育部長黃季陸表示正在研擬延長義務教育年限實施方案（1966年11月3日，行政院原則通過志願就學方案，核定1968年實施。）[3]:701。
- 5月9日——聯合國糧農組織援臺35萬美元，以發展林業經濟[3]:701。
- 5月11日——臺米7萬5,000公噸外銷日本完成簽約（1965年7月1日，12萬5,000噸食米外銷日本協定簽約。）[3]:701。
- 5月15日——公布「國軍退除役官兵輔導條例」[3]:701，立法院三讀通過[1]:107。
- 5月21日——僑務委員會採取措施，救助因緬甸採取國有化政策受影響之華僑[3]:701。
- 5月28日——美國國務院宣布，對臺經援於1965年中期停止，軍援及農產品法案仍將繼續[3]:701。
- 5月31日——美國發表軍艦7艘移交臺灣，以增強臺灣海軍戰力[3]:701。

### 6月
- 臺灣省立海事專科學校改制為海洋學院[3]:702。
- 國際奧林匹克委員會主席布倫達治謁見蔣介石[1]:107。
- 陸軍官校建校40週年，蔣介石親臨致訓，昭示軍校師生黃埔一貫精神，乃犧牲的精神、團結的精神、負責的精神[1]:107。
- 6月3日——臺、美政府在臺北簽訂農產品協定，臺灣獲得價值1,800萬美元之美國剩餘農產品，用以發展經濟[3]:701。
- 6月5日——海軍成立訓練司令部[3]:701。
- 6月9日——反共救國軍游擊隊突擊山東半島尖端達成任務，李秉銘中尉殉職[3]:701-702。
- 6月11日——特任魏道明為駐日本大使[3]:702。
- 6月14日——石門水庫正式竣工[1]:107。
- 6月15日——第11屆亞洲影展在臺灣舉行，中國電影公司出品之《蚵女》獲最佳劇情片，凌波以《花木蘭》一片獲得影后[3]:702。
- 6月17日——越南共和國三軍參謀長阮文紹訪臺，稱越南共和國需臺灣及時給予軍經援助[3]:702。
- 6月18日——國際經濟合作發展委員會主任委員蔣夢麟病逝（浙江餘姚人，在臺灣期間除肩負農復會重責外，還推動社會改革，亦關注臺灣人口問題。）[3]:702。
- 6月20日——臺中縣神岡鄉三角村發生民航空難。一架載有亞洲影展代表陸運濤等香港臺灣電影界人士之民航空運公司客機在臺中上空上空失事，機上57人全部罹難[3]:702。當時機上幾乎都是電影人，包括周海龍夫婦、胡晉康、王植波、省新聞處長吳紹璲夫婦、省電影製片廠長龍芳、影片界鉅子夏維堂與馬來西亞富商陸運濤夫婦，全部命喪，當年金馬獎因此停辦。
- 6月21日——反共救國軍奇襲廣東陸豐解放軍據點，於達成任務後安全返防[3]:702。
- 6月30日——中共公安部宣布，半年多來國軍游擊隊已突擊中國大陸沿海10餘次[3]:702。

### 7月
- 7月1日——臺灣軍管區司令部成立，陳大慶兼任總司令；臺灣省開始實施「都市平均地權臺灣省施行細則」（8月10日，申報地價工作如期完成。）[3]:702，公告地價[1]:107。
- 7月3日——日本外相大平正芳訪臺3天[3]:702。大平正芳兩度晉見蔣介石，陳述臺日關係[1]:107。
- 7月6日——臺、美簽訂「改進臺灣省學童午餐協定」（10月16日，臺灣省政供應學童營養午餐計畫開始實施，省主席黃杰在桃園龜山龍壽國小舉行開辦典禮。1967年7月30日，美國宣布續贈學童午餐麵食1萬4,000公噸。）[3]:702。
- 7月7日——李南屏中校自菲律賓庫比角空軍基地（英语：Naval Air Station Cubi Point）起飛，偵查中华人民共和国對越南民主共和國於海南島中越邊境的補給路線，在福建省澄海縣上空被解放軍空軍SA-2防空导彈擊中，李南屏彈射逃生失敗身亡。
- 7月9日——與越南共和國簽訂「加強農業技術合作合約」（1965年7月1日，簽訂「農業技術合作協定」。1968年7月3日，簽訂農業技術合作新約，駐越農技團及農耕隊合併改組為80餘人。）[3]:703。
- 7月21日——行政院長嚴家淦在立法院報告美國經援停止後，政府採取之對策[3]:703。行政院會議決議，訂梅花為中華民國國花。
- 7月22日——臺灣技術服務團抵達韓國，協助韓國華僑發展經濟[3]:703。
- 7月23日——「中美科學合作委員會」第一次會議，美方首席代表主張在總統府設科學研究顧問團（1958年8月26日，第四次會議在新竹揭幕，同意在新竹建立高級工業區。1969年10月27日，第六屆年會在美國舉行；10月29日，決定組織「中美聯合執行委員會」，以實施兩國之科學合作計畫；政府決投入9億元，充實6個科學中心設備，分三期12年執行。）[3]:703。
- 7月28日——世界銀行推薦臺灣電力公司總經理孫運璿，主持奈及利亞電力開發工程[3]:703。
- 7月29日——駐日大使魏道明會晤日本外相椎名悅三郎，椎名保證信守反共政策，不售飛機予中共[3]:703。
- 7月30日——臺灣大學教授董大成發現食用自然黴素，為形成肝癌重要原因[3]:703。
- 7月31日——菲律賓參議院院長馬可仕訪問臺灣[3]:703。

### 8月
- 中華民國最後一任駐葡萄牙公使離任。此後便不再派遣公使，僅保留臨時代辦。
- 8月12日——總統府秘書長張群飛日本、韓國訪問（8月13日、8月20日，與日本首相池田勇人二度會談；8月16日，與前日本首相吉田茂商增進臺、日關係；8月21日，赴韓國訪問一週。）[3]:703-704。張群獲韓國總統朴正熙贈以一等樹交勳章，並獲韓國首爾大學頒贈名譽法學博士。
- 8月17日——蔣中正訓勉黨政人員辦好都市平均地權，貫徹民生建設工作（10月7日，中國國民黨中央常會通過「加強社會福措施案」，以實施都市平均地權所增加地價稅之收入，興辦社會福利事業。）[3]:704。
- 8月18日——特任劉增華為駐多明尼加共和國大使，江易生為駐薩爾瓦多共和國大使[3]:704。
- 8月25日——駐菲律賓大使杭立武代表與菲律賓簽訂「中、菲農業技術合作協定」，同日生效；美國太平洋區總司令夏普（Grant Sharp）訪臺（1964年2月28日，接替費爾特（Harry D. Felt）出任太平洋區總司令。1965年8月25日、1966年5月10日、1967年3月8日、9月5日、12月12日，多次訪臺。1968年8月1日，退休。）[3]:704。
- 8月28日——行政院外匯貿易審議委員會主委徐柏園在總統府專題報告表示，對外貿易前途樂觀，外匯存底逐日增加，國際收支地位提高[3]:704。

### 9月
- 以谷鳳翔為中國國民黨中央委員會秘書長[1]:108。
- 9月1日——各界紀念國父百年誕辰籌備委員會成立（1965年6月5日，籌委會決定興建國父紀念館；9月25日，設中山學術文化基金，通過章程；11月12日，國父紀念館舉行奠基典禮。1966年1月26日，成立國父紀念館興建委員會。1968年3月12日，決定動工興建。1969年11月12日，正式開工。）；教育部通知各大院校，三民主義課程改為國父思想；中央研究院院士會議，錢思亮、樊畿、朱汝瑾、王憲鍾、李惠林、周法高獲選院士[3]:704。
- 9月3日——沈宗瀚繼蔣夢麟出任「中國農村復興委員會」主任委員[3]:704。
- 9月6日——東京奧運之聖火由日本航空專機運抵台北市，傳遞路線由松山機場出發，經民權東路、南京東路、西門町中華路、總統府、信義路、南京東路，以台北市立體育場（現更名為「台北田徑場」）為終點。成為迄今唯一一次進入台灣的奧運聖火。
- 9月7日——聖火按原路線反方向運至松山機場離開台北[5]。
- 9月8日——越南共和國駐臺大使范春沼呈遞到任國書[3]:704。
- 9月10日——蔣中正告訴菲律賓記者：亞洲自由國應建立密切防衛聯盟；外交部長沈昌煥赴泰國、馬來西亞、菲律賓等東南亞國家訪問（9月23日，返國。）[3]:704-705。
- 9月12日——特任黃亮、王昌華為司法院大法官[3]:705，咨經監察院投票同意[1]:108。
- 9月14日——中央銀行總裁徐柏園率領經濟友好訪問團訪問中美洲各國（10月14日，結束中美洲九國訪問後返國。）[3]:705；多哥共和國副總統宓雅齊（Antoine Idrisson Meatchi）訪問臺灣6天[3]:705[6]。
- 9月20日——臺灣大學教授彭明敏及學生謝聰敏、魏廷朝因秘密起草「臺灣人民自救宣言」被捕（1965年1月21日，警備總部宣布，三人依叛亂罪提起公訴；4月2日，軍事法庭宣判；11月3日，彭明敏獲特赦出獄。）[3]:705。
- 9月22日——越南共和國教育部長裴祥動訪問臺灣[3]:705。

### 10月
- 第18屆奧運會在東京舉行，舉行期間發生中華民國代表團之運動員馬晴山投靠中共事件。
- 蘇聯赫魯雪夫被解除職權，布里滋湼夫出任蘇共總書記，柯錫金繼任蘇聯總理[1]:108。
- 10月3日——美國援華公署協助臺灣省政府4項建設工程[3]:705。
- 10月7日——駐越南共和國軍事顧問團飛往西貢，協助越南共和國建軍及建立政戰制度（1967年6月12日，柯遠芬接替鄧定遠繼任團長。1969年5月16日，徐汝楫接替柯遠芬為團長。）[3]:705。
- 10月8日——韓國總理丁一權訪問臺灣6天，商討反共團結大計[3]:705；謁見蔣中正商討臺韓有關問題[1]:108。
- 10月10日——舉行中華民國五十三年雙十國慶空軍閱兵。結果參與空中分列式的兩架F-104軍機擦撞墜毀，王乾宗與林鶴聲兩位飛官殉職。
此後一度取消年年閱兵的傳統。
- 10月12日——外交部長沈昌煥與韓國大使金信在臺北簽訂「中、韓友好條約」（11月27日，在漢城簽署。1965年12月3日，在臺北換文。1966年1月10日，公布。）[3]:705。丁一權與總統府秘書長張群均到場觀禮[7]。
- 10月14日——特任胡璉為駐越南共和國大使、袁子健為駐土耳其共和國大使[3]:705。
- 10月19日——行政院長嚴家淦對美國記者表示：中華民國反攻決策不受中共核子試爆影響（10月16日，中共在新疆羅布泊試爆第一枚核子裝置。）[3]:706。
- 10月25日——《臺灣日報》創刊[3]:706。
- 10月27日——美國政府向國會報告，1963年會計年度軍經援華款項逾1億2,000萬美元[3]:706。

### 11月
- 副總統陳誠經醫生診斷確定罹患肝癌[8]:213。
- 11月10日——監察院長于右任逝世（陝西三原人，為中華民國開國元勳之一，擔任監察院長長達34年，為近世著名書法家。1967年8月7日，玉山巔峰于右任銅像揭幕。）；特任黃仁霖為駐巴拿馬大使[3]:706。
- 11月19日——金門地區國軍發起「毋忘在莒」運動（12月1日，國防部通令三軍切實遵行「毋忘在莒運動綱要」。）[3]:706。
- 11月23日——臺、韓貿易會議第三次會議在臺北舉行（12月4日，達成7點協議，積極拓展臺、韓貿易。）[3]:706。
- 11月26日——於馬來西亞吉隆坡設立領事館（1967年1月17日，馬來西亞在臺灣設立領事館。1969年2月27日，駐吉隆坡領事館升格為總領事館。）[3]:706。

### 12月
- 12月1日——行政院長嚴家淦訪問韓國（12月5日，返臺。）[3]:706。
- 12月5日——國軍武昌演習在臺灣北部舉行[3]:706。
- 12月14日——臺灣省政府教育廳通令：高級中學文化教材以論語、孟子為主[3]:706-707。
- 12月15日——越南共和國特使楊文明訪臺（12月24日，離臺。）[3]:707。
- 12月18日——國際經濟合作發展委員會副主委李國鼎與聯合國技術協助局駐臺代表溫特（Knut Howard Winter）簽署林相改良計畫[3]:707。
- 12月25日——國防部統計：自1958年迄今，中共砲擊金馬86萬3,500餘發[3]:707。
- 12月29日——韓國外長李東元訪臺[3]:707。
- 12月31日——臺、美簽訂總值6,000餘萬美元之「中美剩餘農產品協定」[3]:707。

## 出生
参见： 1964年出生
- 1月1日——
  - 石晉華：行為藝術家。
  - 蔡崇信：律師、企業家，是移居美國的台灣人，現為布魯克林籃網老闆。
  - 張麗善：政治人物，現任雲林縣縣長。
- 1月2日——
  - 鍾永豐：政治人物，曾任客家委員會主任秘書、台北市文化局局長、嘉義縣文化處處長、高雄縣水利局局長。
  - 許績勝：田徑運動員。
- 1月3日——
  - 黃國書：政治人物。
  - 詹順貴：政治人物、律師、環保運動人士，曾任環保署副署長。
  - 康明杉：棒球選手。
- 1月10日——陳賴素美：政治人物。
- 1月13日——嚴陳莉蓮：企業家、籃球運動員，是嚴凱泰之妻，現任裕隆集團董事長。
- 1月14日——王育誠：政治人物、新聞主播、主持人。從政期間發生腳尾飯事件。
- 1月16日——
  - 江健昌：畫家，曾任教於復興美工。
  - 康世儒：政治人物，曾任立法委員、苗栗縣議員、竹南鎮鎮長。
- 1月23日——趙明哲：配音員。
- 1月26日——曹冀魯：配音員。
- 1月28日——唐湘龍：主持人、時事評論家。
- 2月3日——龔明鑫：政治人物。
- 2月4日——
  - 何啟聖：新聞主播，現任致理科技大學教授、1111人力銀行行銷經理兼發言人。
  - 林易煌：政治人物、醫師。
- 2月6日——陳為民：演員、主持人。
- 2月13日——林佳龍，學者、政治人物。曾任立法委員、臺中市市長、交通部長。
- 2月15日——王蕙玲：編劇、小說家。
- 2月17日——方怡萍：歌手。
- 2月25日——陳敦隆：軍事人物。
- 2月27日——張志明：政治人物，曾任台東縣教育局局長、花蓮縣教育局局長。
- 2月28日——呂蒔媛：編劇。
- 3月6日——陳功亮：現代五項運動員。
- 3月9日——陳春暖：政治人物。
- 3月11日——蔡壁如：政治人物。
- 3月14日——
  - 林東松：歌手、吉他手、音樂製作人。
  - 郭子乾：演員、主持人、模仿藝人、通告藝人。
- 3月23日——賴素如：政治人物、律師。
- 3月29日——蕭博勝：政治人物、藥師，現任番路鄉鄉長。
- 3月31日——
  - 葉歡：歌手、演員。
  - 彭樹君：作家。
- 4月6日——李福恩：田徑運動員。
- 4月15日——郭強生：作家。
- 4月18日——
  - 李安修：作詞家、音樂製作人。
  - 賴燕雪：政治人物，曾任南投縣議員。
- 4月22日——楊長鎮：政治人物、廣播主持人，現任客家委員會主委。
- 4月23日——姜瑰瑾：配音員。
- 4月24日——
  - 蔡閨：歌手、諧星、演員、通告藝人。
  - 王智弘：軍事人物。
- 4月25日——
  - 黃名偉：歌手。
  - 吳崑玉：政治工作者，曾任親民黨發言人。
- 4月29日——李昆澤：政治人物。
- 5月8日——
  - 呂雪鳳：演員。
  - 葉素娟：籃球運動員。
- 5月11日——方念萱：教授，是方念華之姊。
- 5月16日——田啟元：導演。
- 5月20日——
  - 劉秋東：政治人物。
  - 曾愷芯：生物科教師。
- 5月28日——
  - 王榮璋：政治人物。
  - 邱建興：體育老師、馬拉松愛好者。
- 6月3日——賴坤成：政治人物，曾任立法委員、台東市市長。
- 6月7日——林強：歌手、演員、作曲家。
- 6月9日——俞小凡：演員、車掌小姐。
- 6月12日——張志光：航空機師。
- 6月20日——呂美玲：政治人物。
- 6月23日——陳炳臣：演員、導演。
- 7月1日——邱大宗：籃球教練。
- 7月3日——包偉銘：歌手、演員、主持人，是劉依純之妻、包庭政之父。
- 7月6日——陳慧玲：製作人。
- 7月8日——羅文崇：政治人物。
- 7月9日——林隆璇：歌手。
- 7月10日——
  - 王鴻薇：政治人物。
  - 黃泰山：動保運動人士、政治運動人士。
- 7月13日——楊永明：政治學家。
- 7月14日——
  - 唐美雲：演員，是歌仔戲名伶之一。
  - 余莓莓：政治評論家。
- 7月16日——宇文正：作家。
- 7月17日——李勇：配音員。
- 7月18日——郭大維：電腦科學家。
- 7月22日——陳弘耀：漫畫家。
- 7月23日——
  - 戈偉如，藝人。
  - 李永萍：政治人物，曾任立法委員、台北市副市長、台北市文化局局長。
- 7月30日——江淑娜：歌手、演員、主持人。
- 7月31日——辜仲諒，企業家。出身鹿港辜家。
- 8月4日——
  - 熊臺玉：氣象主播。
  - 呂林小鳳：政治人物。
- 8月15日——吳玉琴：政治人物。
- 8月16日——王育麟：導演、製作人。
- 8月17日——涂鴻欽：棒球選手。
- 8月23日——趙薇：新聞主播。
- 8月26日——王雪峰：政治人物，是王作良之妻、王昆和之女。
- 8月29日——陳立宏：時事評論家。
- 9月4日——王玉玲，華視女演員。（逝於1993年）
- 9月5日——陳俊朗：教育工作者。
- 9月10日——林光宏：棒球選手。
- 9月13日——
  - 王默君，歌手。（逝於1989年）
  - 陳幼文：配音員。
  - 舒翠玲：政治人物。
  - 楊麗香：政治人物，曾任北斗鎮鎮長。
- 9月14日——應曉薇：演員、政治人物、看守所教誨志工。
- 9月19日——蕭曉玲：音樂老師。
- 9月28日——藍信祺：政治運動人士。
- 9月29日——于台煙：歌手、演員。
- 9月30日——張肇良：政治人物，是張貴木之子。
- 10月1日——
  - 黃韻玲：歌手、演員、主持人、音樂製作人。
  - 彭迦智：社會運動人士。
  - 李坤哲：棒球教練。
- 10月3日——李國超：演員，是高欣欣之夫。
- 10月4日——金智娟：歌手、主持人，是丘丘合唱團主唱。
- 10月9日——翁豐堉：棒球選手。
- 10月11日——陳宇廷：慈善家，是陳履安長子、陳誠長孫。
- 10月17日——
  - 李芳雯：演員、模特兒。
  - 葉民志：演員、銷售員。
- 10月19日——楊瓊瓔：政治人物。
- 10月22日——黑面：演員。
- 10月23日——
  - 鴻鴻：導演。
  - 張志龍：企業家。
- 10月25日——
  - 劉劭希：歌手。
  - 張東君：動物學家，是張崑雄之女。
- 10月26日——衣若芬：作家、文學家。
- 10月27日——林協忠：配音員。
- 10月30日——呂明賜：棒球教練。
- 10月31日——
  - 馮翊綱：相聲。
  - 朱梅雪：飛機修護員、勞工運動人士。
- 11月2日——吳朋奉：演員。
- 11月4日——
  - 王啟澧：政治人物。
  - 張麗卿：籃球運動員。
  - 余清芳：排球教練。
- 11月8日——
  - 李志希：演員，是李志奇之兄。
  - 李志奇：演員，是李志希之弟。
- 11月10日——李安熙：棒球教練。
- 11月12日——王光輝：棒球教練。
- 11月13日——王志慧：國文科教師，是李敖遺孀、李戡之母。
- 11月15日——
  - 蔡藍欽：歌手。
  - 鄒琳琳：演員。
- 11月16日——陳大順：旅日棒球選手，是陳大豐之弟。
- 11月17日——羅致政：政治人物。
- 11月18日——張倩：演員，是游安順前妻。
- 11月22日——吳淡如：作家、主持人。
- 11月25日——張嗣漢：企業家、籃球運動員，現任好市多亞洲區副總裁。
- 12月1日——麥人杰：漫畫家。
- 12月6日——江世明：獸醫師。
- 12月7日——黃偉峰：政治人物，是黃石城之子、黃文玲之兄，現任駐瑞士大使。
- 12月10日——施文彬：歌手。
- 12月18日——呂佩玉：配音員。
- 12月20日——錢國維：銀行家，是錢復之子。
- 12月23日——陳其邁，醫師、政治人物。曾任立法委員，現任高雄市市長。
- 12月24日——倪齊民：演員。
- 12月25日——林霈涵：政治人物。
- 12月27日——齊柏林，空中攝影師。（逝於2017年）

## 逝世
- 2月6日——宣鐵吾，國軍將領（1896年生）。
- 3月3日——石暘睢，文史工作者。曾任台南市文獻委員會委員，因對臺南府城之文史瞭若指掌，故被尊稱為「活字典」。（1898年出生）
- 3月18日——林添禎，救在野柳旅遊而落海的大學生而殉身。（1926年出生）
- 3月21日——陳玉峰，廟宇彩繪匠師。其作品主要遍及南部縣市，例如臺南大天后宮、澎湖天后宮、北港朝天宮、嘉義城隍廟等處都有其畫作。（1900年出生）
- 11月10日——于右任[9]
- 12月24日——甘得中，日治時期社會運動家。曾任林獻堂秘書。（1883年出生）